# Brvenitsa (Noord-Macedonië)
Brvenitsa (Macedonisch: Брвеница; Albanees: Brevincë) is een gemeente in Noord-Macedonië.
Brvenitsa telt 15.855 inwoners (2002). De oppervlakte bedraagt 164,3 km², de bevolkingsdichtheid is 96,5 inwoners per km².